# Episodi de Gli intoccabili (quarta stagione)
La quarta stagione della serie televisiva Gli intoccabili è stata trasmessa in anteprima negli Stati Uniti d'America dalla ABC tra il 25 settembre 1962 e il 21 maggio 1963.
| nº | Titolo originale                | Titolo italiano | Prima TV USA      | Prima TV Italia |
| -- | ------------------------------- | --------------- | ----------------- | --------------- |
| 1  | The Night They Shot Santa Claus |                 | 25 settembre 1962 |                 |
| 2  | The Cooker in the Sky           |                 | 2 ottobre 1962    |                 |
| 3  | The Chess Game                  |                 | 9 ottobre 1962    |                 |
| 4  | The Economist                   |                 | 16 ottobre 1962   |                 |
| 5  | The Pea                         |                 | 23 ottobre 1962   |                 |
| 6  | Bird in the Hand                |                 | 30 ottobre 1962   |                 |
| 7  | The Eddie O'Gara Story          |                 | 13 novembre 1962  |                 |
| 8  | Elegy                           |                 | 20 novembre 1962  |                 |
| 9  | Come and Kill Me                |                 | 27 novembre 1962  |                 |
| 10 | A Fist of Five                  |                 | 4 dicembre 1962   |                 |
| 11 | The Floyd Gibbons Story         |                 | 11 dicembre 1962  |                 |
| 12 | Doublecross                     |                 | 18 dicembre 1962  |                 |
| 13 | Search for a Dead Man           |                 | 1º gennaio 1963   |                 |
| 14 | The Speculator                  |                 | 8 gennaio 1963    |                 |
| 15 | The Snowball                    |                 | 15 gennaio 1963   |                 |
| 16 | Jake Dance                      |                 | 22 gennaio 1963   |                 |
| 17 | Blues for a Gone Goose          |                 | 29 gennaio 1963   |                 |
| 18 | Globe of Death                  |                 | 5 febbraio 1963   |                 |
| 19 | An Eye for an Eye               |                 | 19 febbraio 1963  |                 |
| 20 | Junk Man                        |                 | 26 febbraio 1963  |                 |
| 21 | The Man in the Cooler           |                 | 5 marzo 1963      |                 |
| 22 | The Butcher's Boy               |                 | 12 marzo 1963     |                 |
| 23 | The Spoiler                     |                 | 26 marzo 1963     |                 |
| 24 | One Last Killing                |                 | 2 aprile 1963     |                 |
| 25 | The Giant Killer                |                 | 9 aprile 1963     |                 |
| 26 | The Charlie Argos Story         |                 | 16 aprile 1963    |                 |
| 27 | The Jazz Man                    |                 | 30 aprile 1963    |                 |
| 28 | The Torpedo                     |                 | 7 maggio 1963     |                 |
| 29 | Line of Fire                    |                 | 14 maggio 1963    |                 |
| 30 | A Taste for Pineapple           |                 | 21 maggio 1963    |                 |